# Scheitelmadonna
Eine Holzscheitelmadonna (auch Holzscheitmadonna oder Scheitlmadonna) ist eine aus einem Holzscheit angefertigte, stehende Mariendarstellung mit oder ohne Jesuskind. Ein geeigneter Holzscheit wurde hierzu in Form der heiligen Jungfrau geschnitzt und anschließend entsprechend bemalt. Auch Darstellungen anderer Heiligen wurden als Scheitelfiguren hergestellt, etwa als Scheitlnepomuk.

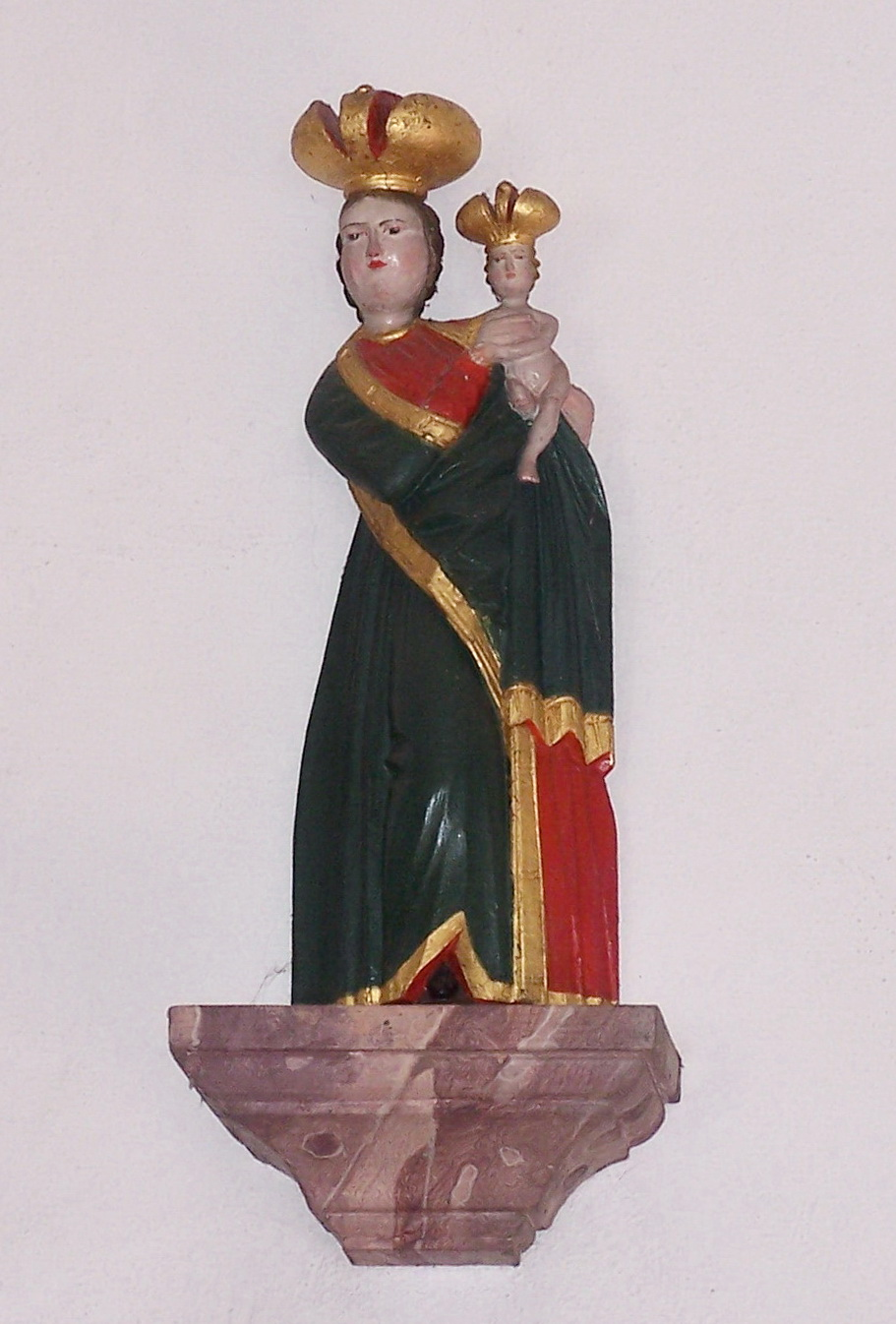
Madonna in der Kapelle in Griesau bei Pfatter

Diese Art der Heiligenschnitzerei war in früheren Jahrhunderten vor allem in dem Gebiet des Bayerischen Waldes und des angrenzenden Böhmen beliebt.